# Tibesti
El Tibesti (20°47′N 18°3′E / 20.783, 18.050) son un grupo de volcanes no activos que forman una cordillera en la zona central del desierto del Sahara, en la región de Borkou-Ennedi-Tibesti en Chad. La parte norte de las estribaciones se extiende ligeramente por el sur de Libia y la parte sur hacia el noroeste de Níger. Libia reclama el territorio al norte de las vertientes del Tibesti llamado franja de Aozou.
Las montañas del Tibesti son las más grandes y altas del Sáhara. La cumbre más alta es Emi Koussi, con 3415 metros. Otras cumbres destacadas son Kegueur Terbi (3376 m), Tarso Taro (3325 m), el volcán activo Toussidé (3265 m) y Soborom (3100 m).
El clima es muy variable, dado que la cordillera se encuentra rodeada por el desierto. Hay zonas extremadamente secas, mientras que en las cumbres de algunas elevaciones se registran precipitaciones incluso de nieve en invierno. Las temperaturas en las cimas pueden variar hasta 24 °C entre el día y la noche.
Las montañas de Tibesti, en el norte de Chad, han estado habitadas tradicionalmente por el grupo étnico tubu, que se extiende también por Egipto y Níger. La ciudad principal es Bardai, mientras que Zouar y Aozou constituyen pequeños asentamientos.
La zona es conocida por sus pinturas rupestres, algunas de las cuales están fechadas entre el quinto y el tercer milenio a. C., y por los géiseres y fuentes de aguas termales alrededor de Soboroum.